# Jeff Pierce
Pour les articles homonymes, voir Pierce.
Jeff Pierce (né le 28 septembre 1958 à Lamesa) est un coureur cycliste américain. Professionnel de 1986 à 1996, il a notamment remporté l'étape finale du Tour de France 1987, sur les Champs-Élysées.

## Palmarès et résultats

### Palmarès
- 1980
  - Tour of Kansas City
- 1982
  - 2e de la Nevada City Classic
- 1984
  - 3e de la Coors Classic
- 1985
  - Berliner Etappenfahrt
  - Nevada City Classic
  - 10e étape de la Coors Classic
- 1986
  - Tour de Bisbee :
    - Classement général
    - 2e, 3e et 5e étapes

  - 3e de la Redlands Bicycle Classic
  - 6e de la Coors Classic
- 1987
  - Tour du Texas :
    - Classement général
    - Prologue

  - Athens Twilight Criterium
  - 25e étape du Tour de France
  - 2e de la Coors Classic
- 1988
  - 1re et 6e étape de la Coors Classic
- 1989
  - 4e étape du Tour du Pays basque
- 1994
  - 2e étape de la Redlands Bicycle Classic
  - 2e de la Redlands Bicycle Classic
- 1995
  -  Champion des États-Unis de l'américaine (avec Steve Hegg)
  - 2e du Tour of Willamette

### Résultats sur les grands tours

#### Tour de France
4 participations 
- 1986 : 80e
- 1987 : 88e, vainqueur de la 25e étape
- 1988 : hors délais (19e étape)
- 1989 : 86e

#### Tour d'Italie
3 participations 
- 1988 : 46e
- 1989 : 59e
- 1990 : 113e